# Velsen-Zuid
Velsen-Zuid es una ciudad de la provincia de Holanda Septentrional, Países Bajos. Forma parte del municipio de Velsen y se encuentra a unos 9 km al norte de Haarlem.
Velsen-Zuid se desarrolló alrededor de la iglesia fundada por Willibrord en el siglo VIII. Entre 1865 y 1876, se excavó el canal del mar del Norte y Velsen se convirtió en dos asentamientos.
El estadio del Sportclub Telstar, equipo que compite en la primera división del fútbol neerlandés, la Eredivisie, se encuentra en Velsen-Zuid. Su estadio se conoce como el 711 Stadion.